# Valea Bârluțești
Valea Bârluțești – wieś w Rumunii, w okręgu Alba, w gminie Mogoș. W 2011 roku liczyła 27 mieszkańców.